# Kanton Bretenoux
Der Kanton Bretenoux war bis 2015 ein französischer Wahlkreis im Arrondissement Figeac, im Département Lot und in der Region Midi-Pyrénées; sein Hauptort war Bretenoux, Vertreter im Generalrat des Départements war zuletzt von 2008 bis 2015, Albert Salle. 
Der Kanton war 124,36 km² groß und hatte 8722 Einwohner (Stand: 2012).
Der Kanton umfasste Wahlberechtigte aus 16 Gemeinden:
| Gemeinde              | Einwohner Jahr | Fläche km² | Bevölkerungsdichte | Postleitzahl | Code INSEE |
| --------------------- | -------------- | ---------- | ------------------ | ------------ | ---------- |
| Belmont-Bretenoux     | 370 (2013)     | –          | – Einw./km²        | 46130        | 46024      |
| Biars-sur-Cère        | 1985 (2013)    | –          | – Einw./km²        | 46130        | 46029      |
| Bretenoux             | 1362 (2013)    | –          | – Einw./km²        | 46130        | 46038      |
| Cahus                 | 195 (2013)     | –          | – Einw./km²        | 46130        | 46043      |
| Cornac                | 355 (2013)     | –          | – Einw./km²        | 46130        | 46076      |
| Estal                 | 111 (2013)     | –          | – Einw./km²        | 46130        | 46097      |
| Gagnac-sur-Cère       | 682 (2013)     | –          | – Einw./km²        | 46130        | 46117      |
| Gintrac               | 111 (2013)     | –          | – Einw./km²        | 46130        | 46122      |
| Girac                 | 366 (2013)     | –          | – Einw./km²        | 46130        | 46123      |
| Glanes                | 298 (2013)     | –          | – Einw./km²        | 46130        | 46124      |
| Laval-de-Cère         | 342 (2013)     | –          | – Einw./km²        | 46130        | 46163      |
| Prudhomat             | 738 (2013)     | –          | – Einw./km²        | 46130        | 46228      |
| Puybrun               | 914 (2013)     | –          | – Einw./km²        | 46130        | 46229      |
| Saint-Michel-Loubéjou | 383 (2013)     | –          | – Einw./km²        | 46130        | 46284      |
| Tauriac               | 400 (2013)     | –          | – Einw./km²        | 46130        | 46313      |
| Teyssieu              | 185 (2013)     | –          | – Einw./km²        | 46130        | 46315      |